# Бабинцы
Баби́нцы (укр. Ба́бинці) — посёлок в Бучанском горсовете (с 2018 года) Киевской области Украины.
Расположен в 7 км от железнодорожной станции Клавдиево.

## История
В январе 1989 года численность населения составляла 3290 человек.
На 1 января 2013 года численность населения составляла 2713 человек.

## Промышленность
- Стеклотарный завод, добыча торфа.